# Саввин, Сергей Сергеевич
Сергей Сергеевич Саввин (25 апреля 1987; Елец, Липецкая область, РСФСР, СССР)— российский футболист, защитник.

## Карьера
Воспитанник футбольного клуба «Елец», за который выступал с 2004 по 2009 год. Перерывы выступлений за «Елец» были только два раза: первое полугодие 2008 года выступал за павлодарский «Иртыш», первое полугодие 2009 года был в составе липецкого «Металлург». За 2010 и 2011 годы побывал в трёх клубах: дзержинский «Химик» (2010, первый круг), «Калуга» (2010, второй круг; 2011, первый круг), «Локомотив-2» (2011, второй круг). С 2012 по лето 2013 года — в «Локомотиве» Лиски. С лета 2013 года — в «Орле». С лета 2014 года в «Локомотиве» Лиски. С 2015 года в «Спартаке» Кострома.

## Личная жизнь
Женат. Сын Владислав. Дочь Валерия.